# Cannaregio
Cannaregio ist der am dichtesten besiedelte Sestiere (= Stadtteil) Venedigs. Die 13.936 Einwohner (Stand 31. Dezember 2024) des Sestiere verteilen sich auf die Pfarren San Giobbe e Bernardino (mit Opera Pia Contarini), San Marcuola (mit Santa Fosca), Madonna dell’Orto (mit San Marziale, Ospedale Fatebenefratelli und Casa Card. Piazza), Sant’Alvise (mit San Bonaventura (Carmelitane) und Canossiane), San Girolamo (mit Santa Maria Madre del Redentore und Ist. Suore Dorotee), San Felice (mit Santa Sofia), Santi Apostoli (mit Gesuiti) und San Canciano (mit San Giovanni Crisostomo und Santa Maria dei Miracoli). Die Flächenausdehnung beträgt 150 Hektar.
Cannaregio liegt im Nordwesten von Venedig und wird von der flächenmäßigen Ausdehnung nur noch von Castello übertroffen. Der Name leitet sich angeblich vom Zustand des Sestiere ab, den es vor der Besiedlung hatte, als es sich noch um ein versumpftes Gebiet handelte, in dem Schilfrohr (italienisch canna: Schilf) wuchs.

## Gliederung
|  |

In Cannaregio beginnt der Canal Grande, von den Venezianern „Canalazzo“ genannt, der sich in Form eines umgekehrten „S“ nach San Marco windet. Ursprünglich war die dem Festland zugewandte Öffnung des Canal Grande nicht der Haupteinfahrtsweg. Diese Funktion erfüllte der Cannaregiokanal, der nach der Ponte delle Guglie beim Palazzo Labia in den Canal Grande mündet.
In Cannaregio wohnen überwiegend Arbeiter und Angestellte, viele kleine Gewerbebetriebe sind dort angesiedelt. Schlagader des Bezirks ist die Trasse der Strada Nova, die sich von der Ponte delle Guglie, zu Beginn noch Rio terrà San Leonardo, danach Rio terrà della Maddalena und kurz noch Via V. Emanuele benannt, bis zum Campo SS. Apostoli hinzieht. Von der Strada Nova Richtung Bahnhof, nur vom Campo San Geremia unterbrochen, kommt man in die Rio terrà Lista di Spagna. In dieser Straße finden sich entlang der Hausfassaden in den Straßenbelag eingelassene weiße Marmorstreifen. Hinter diesen Streifen war exterritoriales Gebiet, waren hier doch viele ausländische Botschaften untergebracht. Der Begriff „Rio terrà“ leitet sich vom Umstand ab, dass diese Straßen ursprünglich Kanäle waren, die man zugeschüttet (interrare: zuschütten) und dadurch begehbare Wege geschaffen hat.

## Brücken

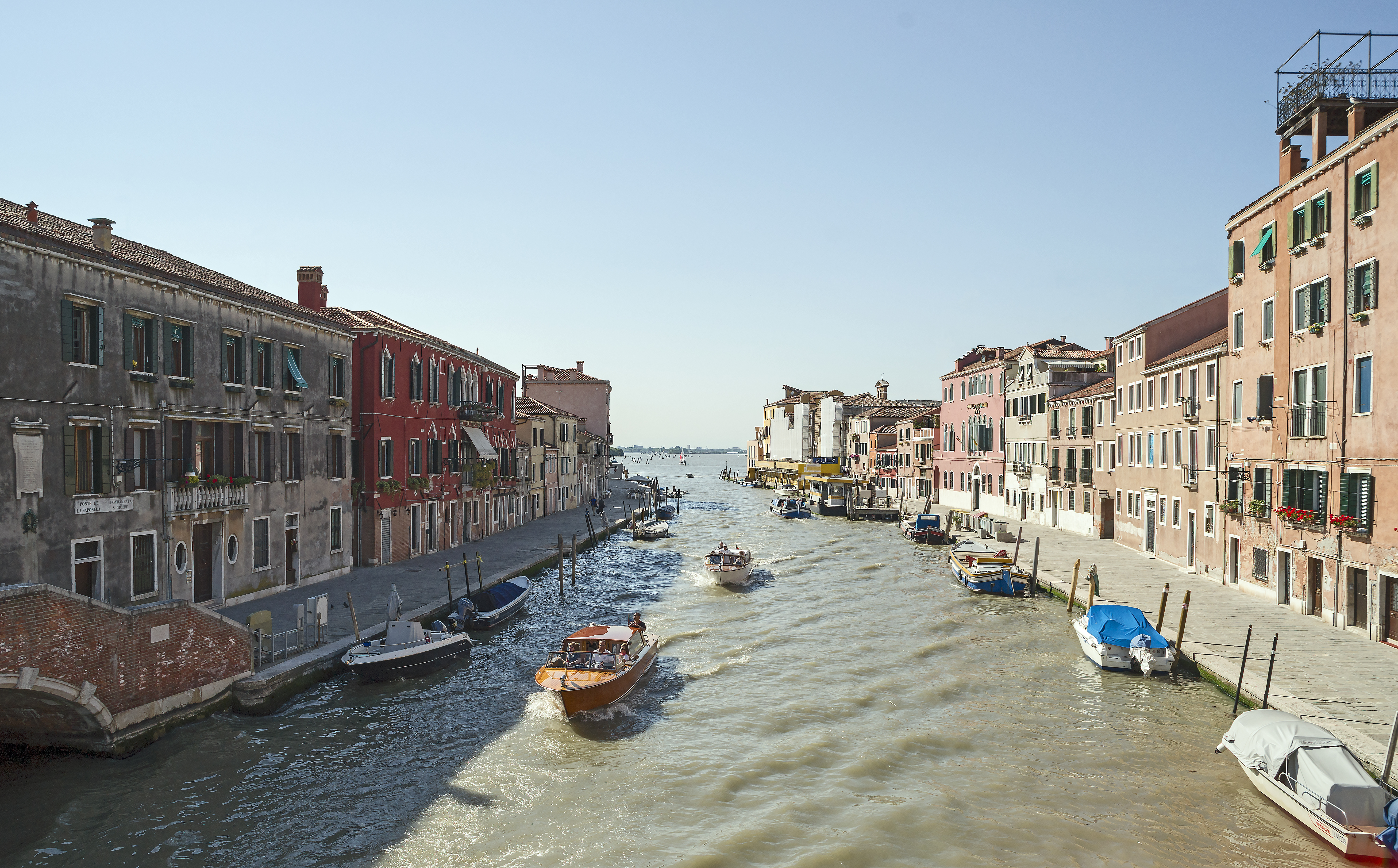
Cannaregiokanal aus der Sicht von der Ponte di Tre Archi

In Cannaregio findet man mehrere bedeutende Brücken. Die Ponte degli Scalzi überspannt in Bahnhofsnähe den Canal Grande, der Cannaregiokanal wird von der Ponte delle Guglie und der von Andrea Tirali entworfenen Ponte di Tre Archi überquert. Mit der Ponte della Costituzione wurde 2008 die vierte Brücke über den Canal Grande fertiggestellt. Sie verbindet Cannaregio mit Santa Croce vom Bereich Fondamenta S. Lucia nach dem Piazzale Roma. Eine architektonische Besonderheit stellt die Ponte Chiodo dar. Die am Rio San Felice gelegene Brücke ist die einzige der über 400 Brücken Venedigs, die keine Brückenbrüstung besitzt.

## Kirchen

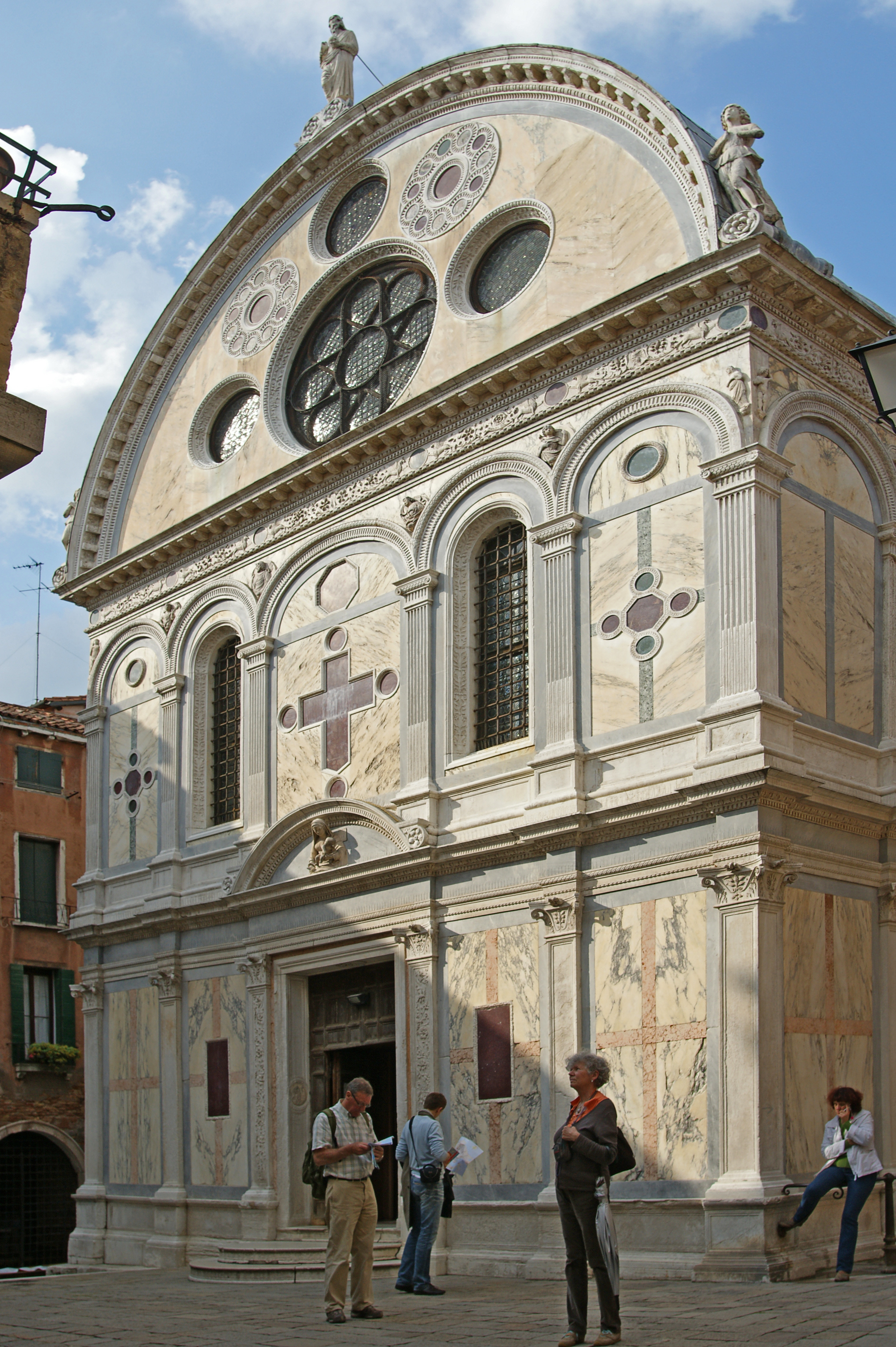
Santa Maria dei Miracoli

Wichtige Kirchen sind die Chiesa Santa Maria di Nazareth, auch Chiesa degli Scalzi genannt, San Geremia, San Giobbe, Madonne dell’Orto, La Maddalena, Santa Maria della Misericordia, Santi Apostoli, Chiesa dei Gesuiti, San Giovanni Crisostomo und Santa Maria dei Miracoli.

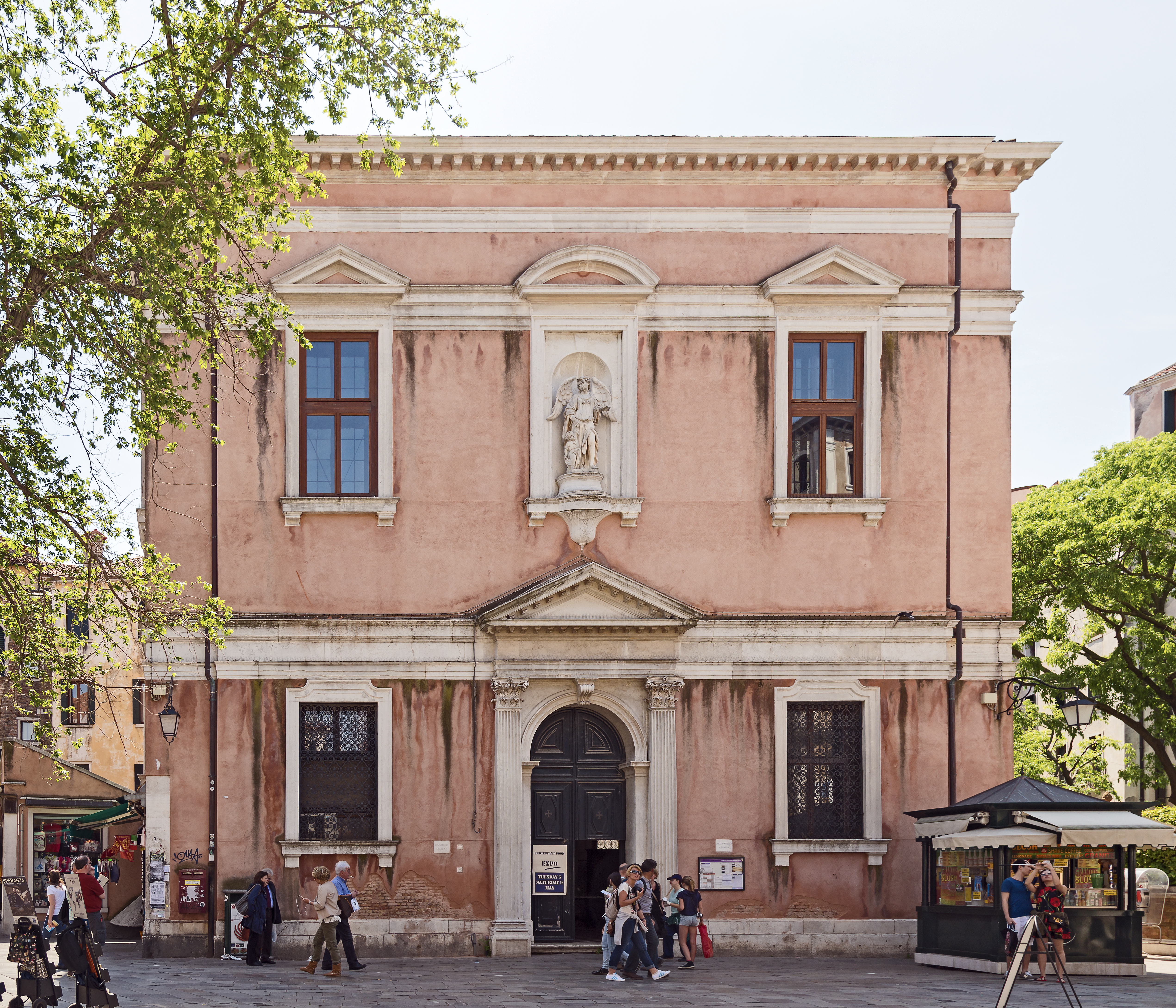
Chiesa Luterana (oder Evangelica Alemanna) am Campo Santi Apostoli

Die Kirche Santa Lucia musste im 19. Jahrhundert dem Bau des Bahnhofs weichen und wurde abgerissen. Die Chiesa degli Scalzi (Kirche der Barfüßigen) hatte im Ersten Weltkrieg einen Bombenschaden erlitten, der ein Gewölbe mit einem Fresko von Tiepolo zum Einsturz brachte. 1813 stiftete Sebastian von Heinzelmann einen Bau von 1713 als Chiesa Evangelica Alemanna. Die zugehörige Evangelische Gemeinde Augsburger Konfession gründeten Mitglieder der Nazione Alemanna, zugelassene deutsche Kaufleute, im 17. Jahrhundert heimlich, weswegen sie bis zur Räumung 1806 durch Napoleon ihre Betstätte in den Räumen 81 und 82 des Fondaco dei Tedeschi im benachbarten Sestiere San Marco hatte.
In Cannaregio finden wir auch das Ghetto nuovo mit drei aschkenasischen Synagogen und dem Museo Ebraico. Über eine Brücke erreicht man das Ghetto vecchio, das sich in Richtung zum Cannaregiokanal erstreckt und zwei sephardische Synagogen beherbergt. Durch die im Mittelalter restriktiven Bestimmungen, wonach sich Juden nur in den Ghetti niederlassen durften, war man gezwungen, den wenigen bebaubaren Grund optimal zu nutzen und baute deswegen in die Höhe. Nirgendwo sonst in Venedig findet man fünf- bis sechsstöckige Wohnhäuser.
Nicht zu vergessen ist die Insel San Michele, die ebenfalls zu Cannaregio gehört. Ursprünglich aus zwei Inseln bestehend (San Michele und San Cristoforo) wurden sie dazu vereint, um als städtischer katholischer Friedhof zu dienen. Vor dieser Vereinigung und Umwidmung war San Michele von Mönchen bewohnt, die eine große Bibliothek unterhielten. Der seit 1719 auf San Cristoforo bestehende lutherische Friedhof wurde bei Verbindung der Inseln durch Aufschüttung im Auftrag der Stadtverwaltung ohne Einwilligung der Gemeinde kurzerhand zerstört. Vom Architekten Mauro Codussi stammt die erste in Venedig im Renaissancestil erbaute Kirche.
Das Sestiere hatte im Jahr 1171 zwölf Contraden (Kirchengemeinden), wie auch Castello und Cannaregio. 1586 war die Zahl auf 13 gestiegen.

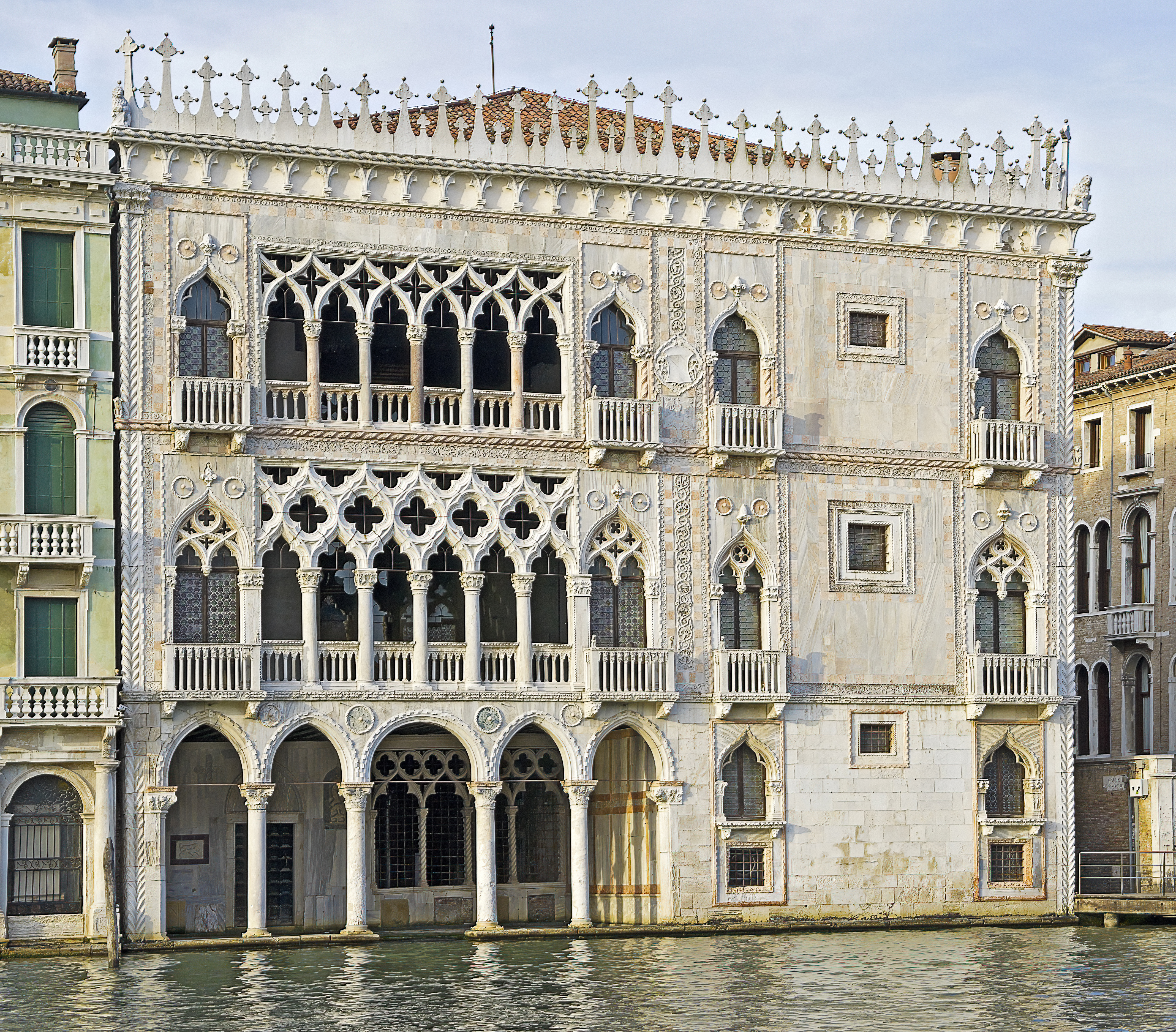
Palazzo Ca’ d’Oro mit Blick auf den Canal Grande

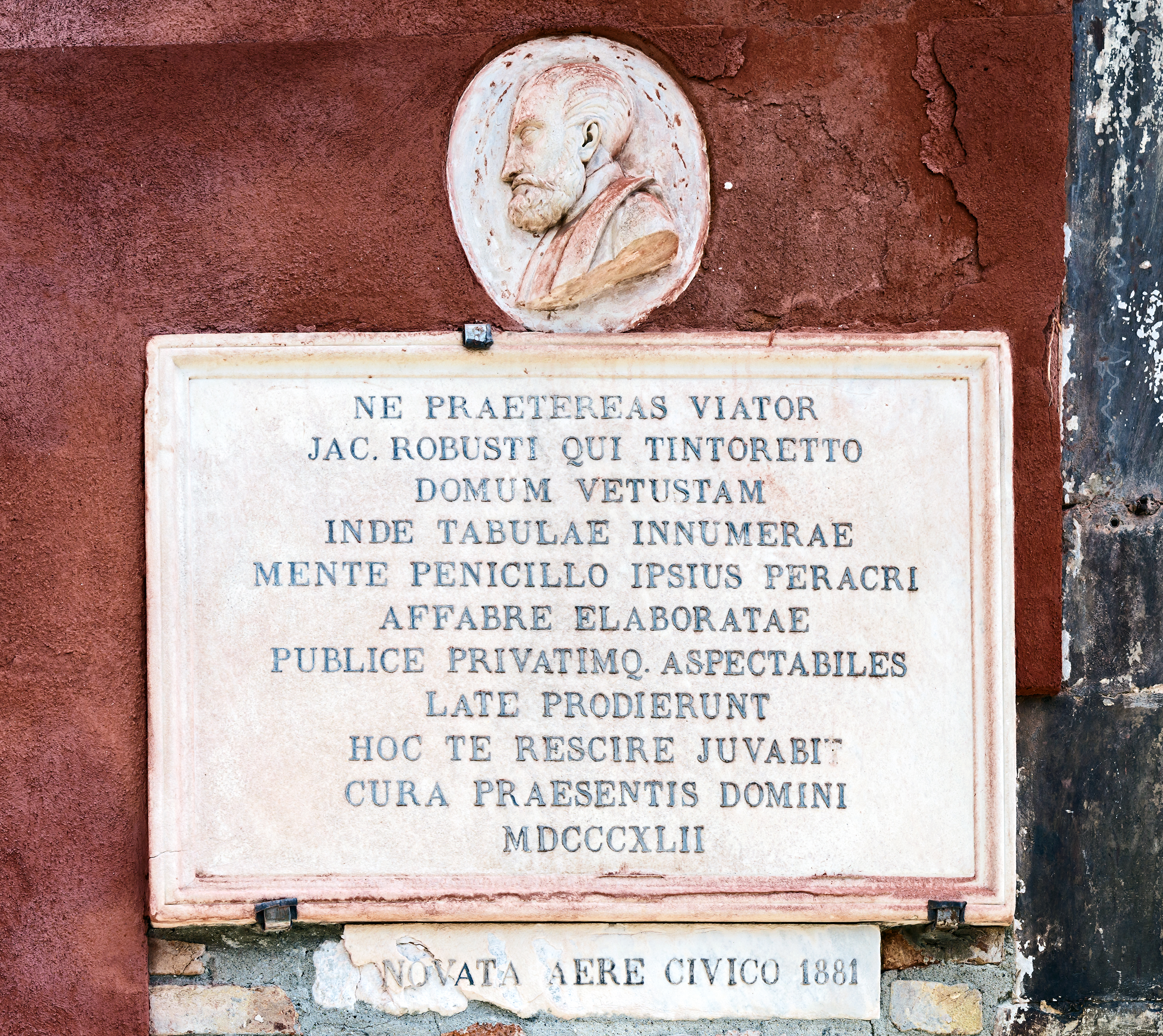
Tintoretto-Gedenktafel

## Profanbauten
Einer der prächtigsten Palazzi ist die Ca’ d’Oro. Der Name leitet sich von der einst mit Blattgold bedeckten Fassade ab. Der Palazzo ist im gotischen Stil erbaut. Heute gehört er der Stadt Venedig und ist als Museum eingerichtet.
Weitere bedeutende Palazzi sind der Palazzo Labia am Campo S. Geremia, der dem italienischen Rundfunk (RAI) als Büro und Sendestation dient. Der Palazzo Vendramin Calergi, in dem sich das Sterbezimmer Richard Wagners befindet, beheimatet heute das städtische Spielcasino.
Die Ca’ da Mosto, kurz nach der Einmündung des Rio dei Santi Apostoli in den Canal Grande gelegen, ist das Geburtshaus des  berühmten Seefahrers Alvise da Mosto und einer der ältesten Palazzi der Lagunenstadt. Ein prächtiges Beispiel gotischer Baukunst ist der Palazzo Soranzo van Axel, der unweit der Kirche Santa Maria dei Miracoli liegt.
Nicht zu vergessen ist der Corte seconda del Milion, wo das von einem Brand zerstörte Wohnhaus des Marco Polo lag. Etwas abgelegen von den Touristenströmen findet man am Rio Madonna dell’Orto den Palazzo Mastelli, dessen Fassade Kamelfiguren schmücken, die auf die Handelsbeziehungen der ehemaligen Eigentümer mit dem Orient hinweisen. Kurz davor, am Campo dei Mori befindet sich das Geburtshaus von Jacopo Robusti, Sohn eines Wollfärbers, der als Tintoretto (tingere: färben, tinto = gefärbt) in die Kunstgeschichte einging. Der Campo dei Mori ist einer der tief liegenden Bereiche der Stadt und bei „acqua alta“ regelmäßig überflutet.
In der Nähe der Kirche Madonna dell’Orto lag auch die Gießerei des Verrocchio, in der unter anderem das Standbild des Bartolomeo Colleoni entstanden ist. Auch war in Cannaregio bis in die zweite Hälfte des 20. Jahrhunderts noch ein „squero“, eine Gondelwerft in Betrieb, die aber ihre Tätigkeit eingestellt hat. Der letzte noch verbliebene „squero“ befindet sich in Dorsoduro, bei San Trovaso.

Campo dei Mori
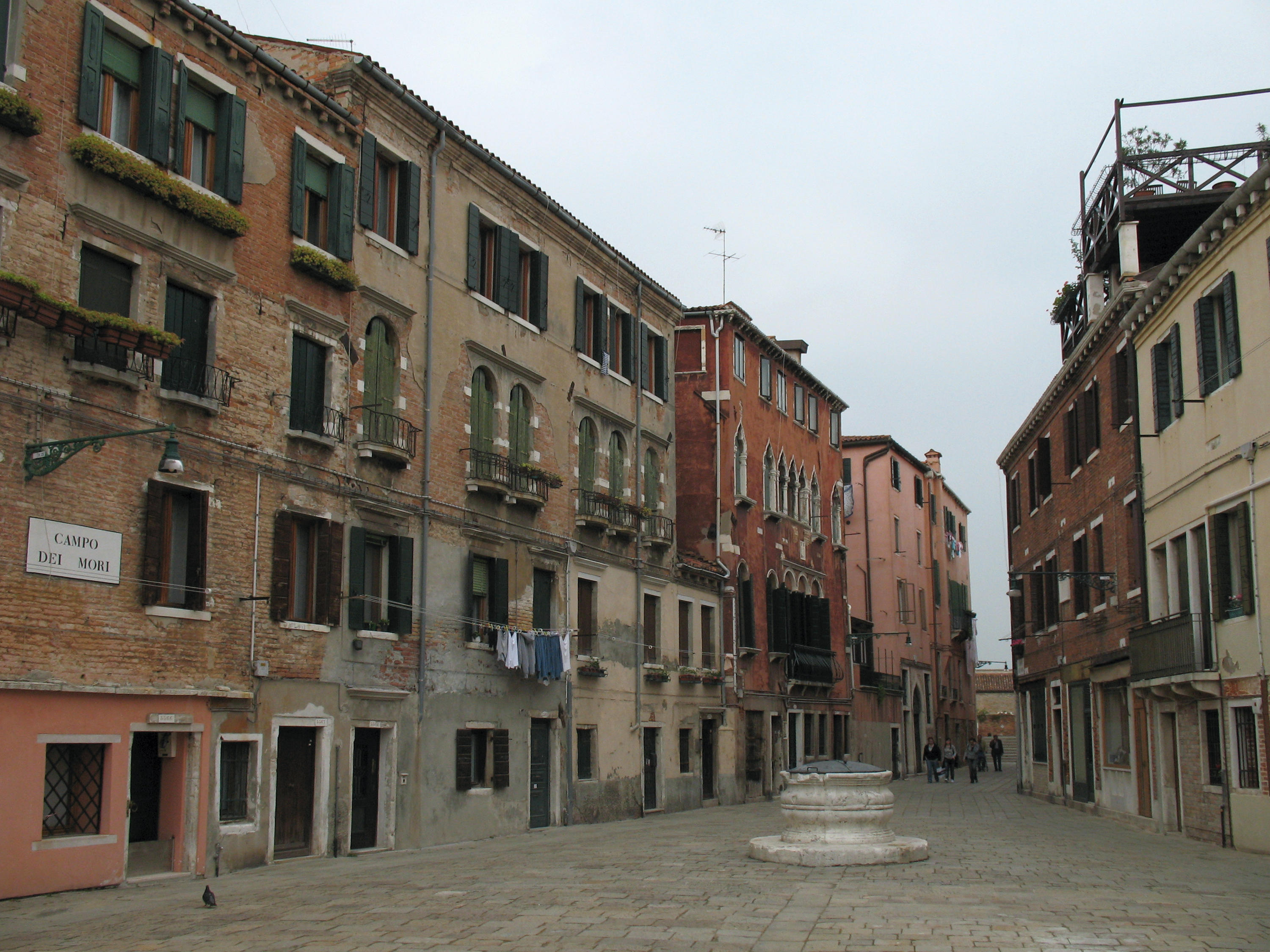
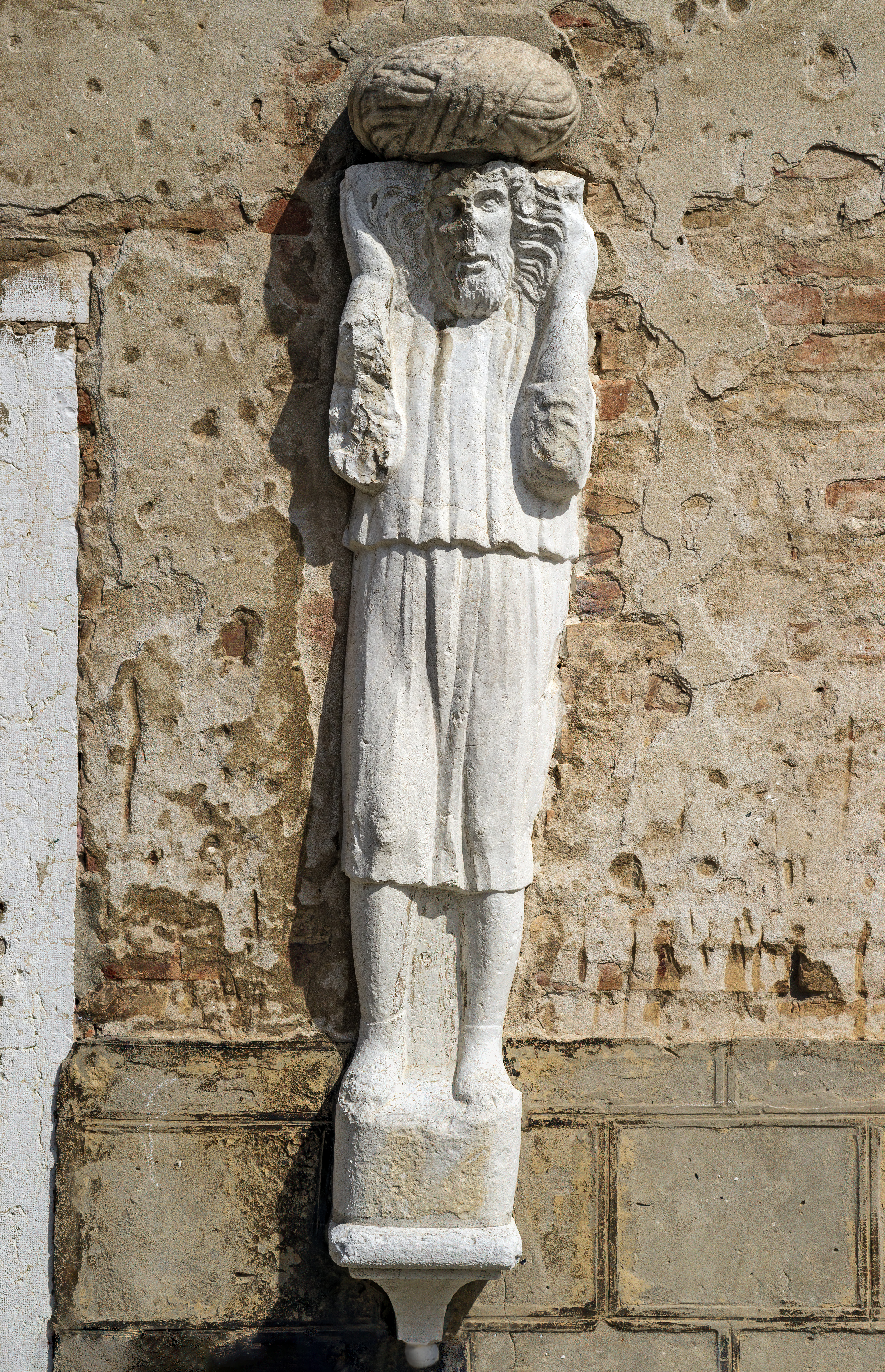
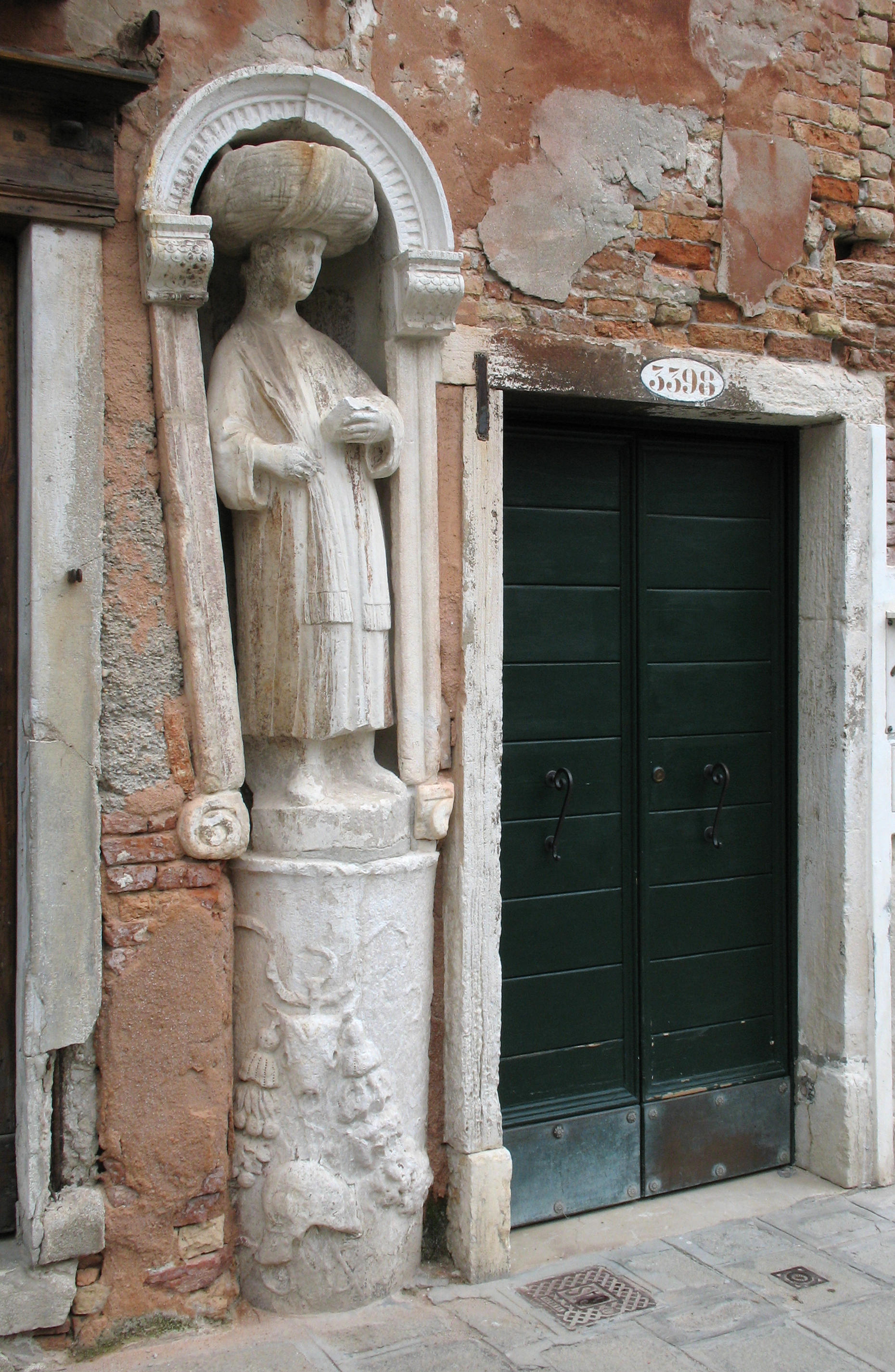